# 暗色海濱沙鵐
暗色海滨沙鹀（学名：Ammodramus maritimus nigrescens），又稱海濱灰雀（與其上位物種同名），是海滨沙鹀的一種不會遷徙的亞種。曾栖息于佛罗里达州梅里特島上的天然盐沼泽与圣约翰河沿岸。
最后一只被人类发现的暗色海滨沙鹀死于1987年。暗色海滨沙鹀于1990年12月被正式宣告灭绝。

## 种类起源
暗色海滨沙鹀在1872年3月17日由查尔斯·约翰逊·梅纳德（Charles Johnson Maynard）第一次发现，并于1873年为其做了物种分类。它的黑色花斑颜色和独特的叫声使其区别于其它海滨沙鹀的亚种。暗色海滨沙鹀被发现于佛罗里达大西洋沿岸—梅里特岛上的沼泽和圣约翰河的上游。由于地理因素，它与其它顏色較暗的海滨沙鹀地理隔离开来，并于1973年被归类为一个亚种。1981年，野外只发现了五只雄性暗色海滨沙鹀。保护局曾试图让其与其它品种创造一个杂交后代。不幸的是，尽管美国鱼类及野生动物保护局最初支持杂交育种程序，由于国内的交叉政策，保护局最终撤回了支持政策。由于只剩下雄性，即使它与其他海滨沙鹀可以杂交，也永远不会有纯种暗色海滨沙鹀了。

## 物种差异形成原因
基于对海濱灰雀与它的近亲斯氏海濱沙鵐（Ammospiza maritima peninsulae）的mtDNA进行比较，約翰·艾維斯（John Avise）和威廉·尼尔森（William Nelson）共估计了暗色海滨沙鹀和海滨沙鹀的最后接触时间。暗色海滨沙鹀已被确认有一块很小的栖息地并与其它海滨沙鹀亞種隔离了很长时间。
假设暗色海滨沙鹀的mtDNA以哺乳动物和其它鸟类的速度进化（约为每百万年2%-4%），可分析出暗色海滨沙鹀与斯氏海濱沙鵐的最后接触时间为二十五万年到五十万年前左右。正是由于漫长的隔离时间，使暗色海滨沙鹀拥有了独特的羽毛和叫声。

## 灭绝原因
- 肯尼迪航天中心的建造，梅特里岛上的蚊子数量减少，对暗色海滨沙鹀的栖息地造成了破坏，使其数量骤减。
- 高速公路的建设活动，沼泽附近的河流干涸，暗色海滨沙鹀的数量进一步减少。
- 严重的环境污染和杀虫剂滥用

到1979年，已知的暗色海滨沙鹀仅存六只，全部是雄性。最后一次雌性被目击到是在1975年。
最終在1990年，正式被宣告絕種。

## 最后样本

### 育种
为所有剩余的暗色海滨沙鹀和斯氏海濱沙鵐所准备的圈养繁殖机构于1979年在佛罗里达湾海岸被批准成立。到1980年，佛罗里达州蓋恩斯維爾市的圈养繁殖机构中共有五只暗色海滨沙鹀。其中于1978年被橙色腿带标记的一只暗色海滨沙鹀非常特别。
“橙带”于1979年被捕获并系上了橙色腿带后离开了圣约翰国家野生动物庇护所。从1975年到1979年对绑有彩色腿带的暗色海滨沙鹀进行野外观察后发现，暗色海滨沙鹀一生很少旅行超过一两英里。1980年四月，“橙带”在圣约翰机构被观测到，令人惊奇的是，六月时它在向南八英里处的蜂線（Beeline）机构与一只绑有绿色腿带的暗色海滨沙鹀一起被发现。在找到“绿带”之前，“橙带”还经过了另外两只没有绑腿带的暗色海滨沙鹀。
1983年，剩下的四只幸存的暗色海滨沙鹀被带往华特迪士尼世界度假区，在那里的保护栖息地里继续生活并进行杂交繁育。
1986年3月31日，只有“橙带”还活着。尽管一只眼睛失明，“橙带”还是活到了一个对于暗色海滨沙鹀来说非常老的年龄。在存活了可能多达十三年后，“橙带”于1987年6月17日死亡。

### 最后灭绝
在最后一只纯种暗色海滨沙鹀死亡后，育种程序停止了。因为认为杂交种并不能产生暗色海滨沙鹀，杂交种并不拥有暗色海滨沙鹀『正确』的粒線體DNA。然而，对狐色雀鹀（Passerella iliaca）这些类似物种的研究表明，尽管有‘错误’的mtDNA类型，一个羽毛组的一些亚种也可以表现出另一种羽毛形态。这意味着如果继续暗色海滨沙鹀的杂种繁育，有可能产生与暗色海滨沙鹀羽毛颜色相同的暗色海滨沙鹀。不幸的是，在育种程序停止后不久，剩余的杂交沙鹀全部死亡或逃脱，导致该亚种最终灭绝。
“绿带”则非常难以捕捉，它在被绑上腿带后再也没有被捕捉到过。它最后一次被目击是在1980年6月23日。